# Karl-Ludwig Sauer

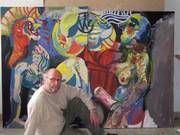
Karl-Ludwig Sauer

Karl-Ludwig Sauer (geboren 3. September 1949 in Neustadt an der Haardt) ist ein deutscher Künstler.

## Leben

### Jugend und Ausbildung
Sauer ist Sohn eines Handwerkers und wuchs in einfachen Verhältnissen auf. Mit sechzehn Jahren zog er nach Berlin und arbeitete dort als Anstreicher. Von 1970 bis 1975 studierte er an der Hochschule für Bildende Künste (HBK) bei Martin Engelmann, Gerhart Bergmann und Ulrich Knispel und war ab 1975 dort Meisterschüler.

### Künstler
Sauer ist ein bildender Künstler, der Maler- und Künstlerbücher verlegt, komponiert, Videos produziert und sich als Bildhauer ausdrückt. Er erstellte Lyrik, Theaterstücke, Hörspiele und Haikus.
1976 bezog er ein Atelier in Buchholz-Seppensen und arbeitete bis 1998 abwechselnd dort und in Berlin. 1979/80 und 1987/88 hielt er sich im spanischen Altea auf. 1988/89 erhielt er vom Kultusministerium Rheinland-Pfalz ein Stipendium für einen Arbeitsaufenthalt in Stockholm. 1998 zog er ganz nach Berlin und richtete sich ein zweites Atelier im ungarischen Csurgó ein.

### Stilistik
Sauer malt großformatige, gestische Bilder, die abstrakt gestaltet sind und häufig das Motiv des Ovals behandeln. In Sauers Werk dominiert die serielle Abfolge ineinander verbundener Arbeiten. Häufig beschäftigt er sich mit dem Thema Tod, so etwa in der Totentanzfolge, die von der Pfälzischen Landes-Bibliothek erworben wurde. Wesentlicher Teil des Schaffens sind Mappenwerke und Malerbücher. Sein Verständnis von der Buchkunst bewegt sich in jedoch in Grenzbereichen. So steht er etwa der avantgardistischen Copy-Art-Bewegung nahe. Sauer ediert seine Buchkunst, wie etwa Gilbert und George Ewigkeit (1998), Die zehn Gebote (1998), Haiku - selbst (1999), Wilhelm Busch (2000), Der Rebenhag (2018) im eigenen "Verlag für das Künstlerbuch" und seine Klangkompositionen in seinem Musikverlag "Rohling". In den Künstlerbüchern und Texten jongliert Sauer oft mit biographischen Fake-news und bissig-sarkastischen Künstlerrollenspielen zwischen Depression und Hybris (z. B. "Sauer ist der weltweit höchstbezahlte Künstler"). Seit 2017 nutzt er ironische Pseudonyme, wie Karl-Ludwig Weltkunst von Sauer genannt Franziskus. Er übermalt Kataloge anderer Künstler wie z. B. von Georg Baselitz oder Imi Knoebel. Diese sind für ihn eine aktive Form der künstlerischen Debatte, er stellt sich damit Tendenzen des aktuellen Kunstschaffens, die sich zu seinem Stil konträr verhalten.
Während der zweiten Hälfte der 1970er Jahre drückte er sich mit den Stilmitteln des Informel und expressiven gegenständlichen Darstellungen aus.

## Ausstellungen
Einzelausstellungen
- 1986: Finanzbehörde (Hamburg)
- 1987: Pfalzgalerie, Kaiserslautern
- 1987: Galerie Etage, Stockholm
- 1988: Villa Böhm, Neustadt an der Weinstraße
- 1989: Universitätsbibliothek der Freien Universität Berlin
- 1993: Pfälzische Landesbibliothek Speyer

Gruppenausstellungen
- 1979 und 1983–86: Freie Berliner Kunstausstellung
- 1989 und 1992: Pfalzgalerie, Kaiserslautern

## Werke (Auswahl)
Seine Werke werden unter anderem in folgenden Institutionen gesammelt:
Berlinische Galerie, Deutsche Nationalbibliothek, Staats- und Universitätsbibliothek Heidelberg, Universitätsbibliothek Kaiserslautern, Museum Pfalzgalerie Kaiserslautern, Pfalzbibliothek Kaiserslautern, Gutenberg-Museum Mainz, Klingspor-Museum Offenbach am Main, Herzog August Bibliothek Wolfenbüttel.
- Madrigal an Rainer M. Rilke. Verlag für das Künstlerbuch, Berlin 1982.
- Haiku - Selbst. Verlag für das Künstlerbuch, Berlin 1999.
- In den Wellen. Gedichte, Zeichnungen und Drucke. Berlin 2006.
- Für Gottfried Benn: Das Unaufhörliche. Berlin 2007.
- Idiotische Welt – Gottfried Benn: Monolog. Verlag für das Künstlerbuch, Berlin 2012.